# Cryptocala chardinyi
Cryptocala chardinyi là một loài bướm đêm thuộc họ Noctuidae. Nó được tìm thấy ở miền nam Phần Lan, Estonia, Latvia và Litva, dãy núi Altay, from dãy núi Saya to vùng Amur, Turkmenistan, Mông Cổ và Trung Quốc.

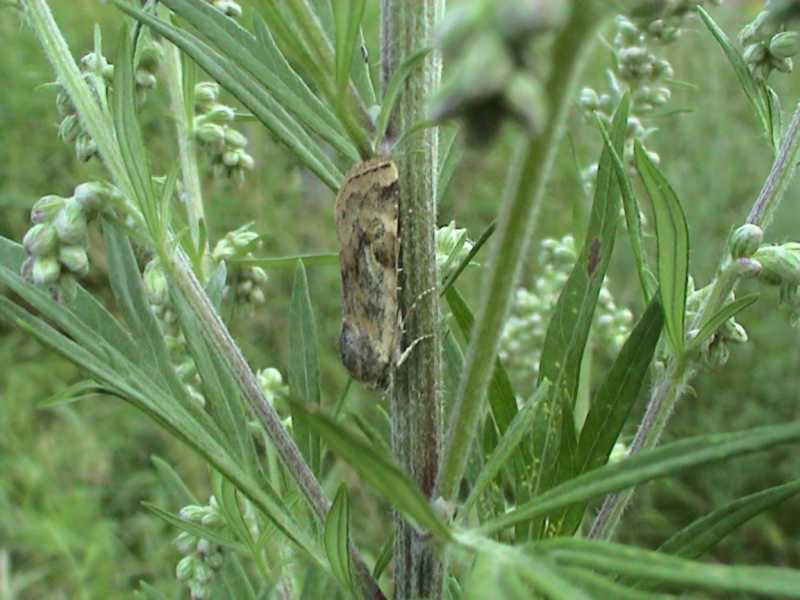

Sải cánh dài 25–30 mm. Con trưởng thành bay từ the second half of tháng 6 đến the first half of tháng 8.
Ấu trùng có thể ăn các loài Rumex.